# 사회기독통합당
시민행동당(基督教社会团结党, 스페인어: Partido Unidad Social Cristiana)은 코스타리카의 기독교민주주의 정당이다.